# Nyctiophylax barrorum
Nyctiophylax barrorum is een schietmot uit de familie Polycentropodidae. De soort komt voor in het Nearctisch gebied.